# Aeroportul Pukatawagan
Aeroportul Pukatawagan (IATA: XPK, ICAO: CZFG) este un aeroport din Manitoba, Canada. Aeroportul a fost tranzitat în 2017 de 0 pasageri.
Situat la o altitudine de 293 m, aeroportul dispune de o singură pistă.